# 188e division de montagne (Allemagne)
Pour les articles homonymes, voir 188e division.
La  188e Division de montagne (188. Gebirgs-Division) est une des divisions d'infanterie de montagne de l'armée allemande (Wehrmacht) durant la Seconde Guerre mondiale.

## Création et différentes dénominations
La 188. Gebirgs-Division est formée le 1er mars 1944 à partir de la 188. Reserve-Gebirgs-Division.

## Organisation

### Commandants
| Date                       | Grade           | Commandant      |
| -------------------------- | --------------- | --------------- |
| 1er mars 1944 - 8 mai 1945 | Generalleutnant | Hans von Hößlin |

### Officiers d'opérations (Ia)
| Date                            | Grade     | Commandant    |
| ------------------------------- | --------- | ------------- |
| 1er février 1944 - 20 juin 1944 | ?         | ?             |
| 20 juin 1944 - Décembre 1944    | Major     | Josef Kuhn    |
| 10 décembre 1944-8 mai 1945     | Hauptmann | Mitterwellner |

## Ordre de bataille
- Gebirgsjäger-Regiment 901
- Gebirgsjäger-Regiment 902
- Gebirgsjäger-Regiment 903
- Gebirgsjäger-Regiment 904
- Gebirgs-Artillerie-Regiment 1088
- Gebirgs-Pionier-Bataillon 1088
- Nachrichten-Abteilung 1088
- Divisionseinheiten 1088

## Théâtres d'opérations
- Italie : Mars 1945 - Mai 1945